# Mariem Velazco
Mariem Claret Velazco García (sinh ngày 9 tháng 11 năm 1998 tại San Tomé, Anzoátegui) là một người mẫu và nữ hoàng sắc đẹp người Venezuela đã đăng quang Hoa hậu Quốc tế 2018 tại Tokyo, Nhật Bản. Thật thú vị rằng cô đã giành được cả hai danh hiệu Hoa hậu Quốc tế Venezuela và Hoa hậu Quốc tế vào chính ngày sinh nhật của mình.

## Đời sống cá nhân
Velazco sinh ra và lớn lên ở San Tomé, Venezuela. Hiện tại, cô là sinh viên ngành Kỹ thuật Địa vật lý, cô yêu thích việc chơi tennis và cũng học đàn piano. Velazco đến từ tỉnh Tiger và đại diện cho Barinas trong cuộc thi này.

## Các cuộc thi sắc đẹp

### Hoa hậu Venezuela 2018
Velazco có chiều cao 177 cm và thi đấu với tư cách là Hoa hậu Barina 2017. Là một trong 24 người vào chung kết cuộc thi quốc gia của đất nước cô, Velazco đã được trao giải Phong cách đẹp nhất và Hoa hậu Ảnh tại chương trình lớn cuối cùng của Hoa hậu Venezuela 2017. Cô đã thành công với vị trí Á hậu 1 Hoa hậu Venezuela 2015 và Á hậu 2 Hoa hậu Quốc tế 2017 Diana Croce của Nueva Esparta.

### Hoa hậu Quốc tế 2018
Velazco đã đăng quang Hoa hậu Quốc tế 2018 được tổ chức tại Tòa thị chính Tokyo ở Tokyo, Nhật Bản vào ngày 9 tháng 11 năm 2018, trùng với kỷ niệm sinh nhật lần thứ 20 của cô. Cô đại diện cho mũ của người bản địa Venezuela và một chiếc váy dạ hội có đính ngọc trai trong cuộc thi.
Trong phần phát biểu của cuộc thi, các thí sinh đã có cơ hội bày tỏ kế hoạch của họ nếu đăng quang Hoa hậu Quốc tế và chia sẻ những lời ủng hộ cá nhân của họ. Bài phát biểu của Velazco đã đọc:

"Đây là một ngày rất đặc biệt đối với tất cả các đại biểu Hoa hậu Quốc tế, nhưng đối với tôi, nó còn đặc biệt gấp đôi vì hôm nay cũng là ngày sinh nhật của tôi. Ở nước tôi, chúng tôi có phong tục không tiết lộ điều ước sinh nhật của mình, nhưng hôm nay tôi muốn thực hiện Ước Mơ của tôi, điều ước sinh nhật của tôi là nếu tôi được đặc quyền trở thành Hoa hậu Quốc tế tiếp theo của các bạn, tôi có thể tiếp tục khuyến khích trẻ em trên toàn thế giới đọc sách. Ở Venezuela, tôi đã dành phần lớn thời gian của mình để phục vụ như là một người kể chuyện cho những người dân ít được ưa thích và tôi là bằng chứng sống để chứng minh rằng việc đọc sách là một cách hướng tới tri thức. Mục tiêu của tôi khi đăng quang Hoa hậu Quốc tế là tất cả trẻ em trên khắp thế giới đều có quyền truy cập vào những cuốn sách nói về sự khoan dung, tôn trọng và hạnh phúc. Với sức mạnh của những giấc mơ thay đổi xã hội và nghĩ rằng nếu mọi người trong chúng ta đều có trách nhiệm đọc truyện cho trẻ, đứa trẻ đó sẽ được giáo dục nhiều hơn và thế giới sẽ hạnh phúc hơn. Đó là điều ước sinh nhật của tôi."

Top 5 gồm có Á hậu 1 Maria Athisa Manalo của Philippines, Á hậu 2 Rablesetswe Sechoaro của Nam Phi, Á hậu 3 Bianca Tirsin của Romania và á quân Anabella Castro của Colombia.
Phần còn lại của Top 15 là đại diện từ Úc, Ecuador, Indonesia, Nhật Bản, Madagascar, Mexico, Paraguay, Tây Ban Nha, Thái Lan và Ukraine.
Chiến thắng của cô đã mang lại cho Venezuela vương miện Hoa hậu Quốc tế thứ 8, số lượng danh hiệu vương miện nhiều nhất mà một quốc gia giành được trong toàn bộ lịch sử của cuộc thi.